# Alphonsine Delaroche
Alphonsine-Jeanne-Pernette Delaroche  spätere Dumeril (* 29. Oktober 1778 in Genf; † 14. März 1852 in Paris) war die Tochter von Daniel Delaroche (1743–1812) und Marie Castanet († 1821). Daniel de La Roche heiratete Marie Castanet im Jahre 1774 und hatte mit ihr drei Kinder: Michel de La Roche (1775–1852), Alphonsine de La Roche (1778–1852) und François Étienne de La Roche (1781–1813).

## Leben
A. Delaroche war zuerst im Jahre 1797 mit Jean Honoré dit Horace Say (1771–1799) verheiratet. Er war Professor an der Ecole Polytechnique, Commandant du génie. Horace Say nahm an der Ägyptischen Expedition von Napoleon Bonaparte zwischen 1798 und 1801 teil. Nach nur wenigen Wochen ist Horace Stabschef von General Louis Marie Maximilian Caffarelli du Falga (1756–1799) Chef d’état major du général Caffarelli. Bei der Belagerung von Akko im Jahre 1799 starb er an einer Verwundung. A. Delaroche wurde mit 21 Jahren Witwe.
André Marie Constant Duméril und Alphonsine de La Roche heirateten im Jahre 1806. Sie hatten fünf Kinder, aber drei sterben vorzeitig. Nur zwei Jungen überlebten, Daniel Louis Constant Dumeril (1808–1888), im Handel beschäftigt, zunächst aber unter der Leitung seines Onkels Michel Delaroche, und Auguste Dumeril, der in die Fußstapfen seines Vaters trat und eine Karriere in den Wissenschaften absolvierte. Die beiden Brüder heirateten ihren Cousinen, Félicité Duméril (1835) und Eugénie Duméril (1843), Töchter des Bruders von Auguste André Marie Constant Duméril.
Alphonsines Briefe geben wertvolle Einblicke und Zeugnis in diese Zeit, und auch in die Karriere ihres Mannes, den sie begleitete. Sie entwickelte ein sehr aktives Netzwerk von Familien in Paris und in Genf.